# Бранденбург
Вижте пояснителната страница за други значения на Бранденбург.
Бранденбург (на немски: Brandenburg, на долнолужишки език: Bramborska, от славянски бранибор – „бранеща гора“ или „горска броня“; разговорно наричан също Марката) е една от шестнадесетте федерални провинции на Германия. Разположена е в североизточната част на Германия около федералната столица Берлин. Столица на провинция Бранденбург е град Потсдам.
Бранденбург обгражда изцяло германската федерална столица Берлин, но без да я включва в пределите си, тъй като Берлин е сам за себе си отделна федерална провинция. Бранденбург и Берлин образуват заедно европейския метрополен регион „Берлин/Бранденбург“, в който живеят около 6,1 милиона жители. Повече от една трета от площта на Бранденбург е заета от природни паркове, гори, езера и водни площи.
Основните икономически отрасли в Бранденбург са предимно селското стопанство, енергийната индустрия, авиационната и космическата индустрия, туризма и филмовата индустрия.

## История
Маркграфство Бранденбург е основано през 1157 г., когато Албрехт Мечката от династията на Асканите чрез завоюването на славянската крепост Бранденбург си присвоява околността и я прави част от Свещената Римска империя. От 1415 до 1918 г. регионът е под властта на династията Хоенцолерн. От 1701 до 1946 г. Марката се превръща в най-значителната територия на държавата Прусия. През 1815 г. в кралство Прусия се създава полуавтономна провинцията Бранденбург, която просъществува до 1947 година. По това време Бранденбург достига най-голямото си териториално разширение. През 1871 г. кралство Прусия става федерална държава членка на Германската империя и следователно провинцията Бранденбург също става част от империята. След Втората световна война и разпада на Германския Райх, спадащата към него Свободната държава Прусия също престава да съществува. Дотогавашната пруска провинция Бранденбург съответно също е разпусната. През 1947 г. от териториалните останки на някогашната пруска провинция Бранденбург източно от р. Елба и западно от р. Одер и р. Найсе се създава нова провинция Бранденбург като част от новосъздадената ГДР. Загубените територии, които се намират от източната страна на тия реки, се отстъпват на Полската народна република и образуват в днешна Полша голяма част от Любушкото войводство, както и някои части от Западнопоморското войводство. През 1952 г., ГДР провежда конституционна реформа, с която се разтрогват всички провинции; територията на провинция Бранденбург се разпокъсва на три чисто административни области, които за разлика от провинциите нямат автономност и законодателни правомощия. След съединението на Източна и Западна Германия през 1990 г., Бранденбург бива преоснован под формата на Land (на немски: „държава“, „страна“, „земя“), което обаче в българския официален жаргон се прежда като федерална провинция, и представлява един от 16-те федерални субекта на Федерална република Германия.

## География
Федералната провинция Бранденбург се намира в североизточната част на Германия. Граничи със Саксония на юг, Саксония-Анхалт на запад, Долна Саксония на северозапад, Мекленбург-Предна Померания на север и Република Полша на изток. Бранденбург има пет анклави, които се намират в пределите на провинция Саксония-Анхалт и спадат към общините Букаутал и Цийзар. Бранденбург има обща площ 29 654 км² – петата по големина провинция в Германия. Основната централна част на Бранденбург все още понякога се споменава под историческото ѝ название Марка Бранденбург. 
- Езерото Рупин, 2013 г.
- Диви бикове хек, 2011 г.
- Горска местност край езерото Вербелинзее
- Традиционни овощни градини в природния резерват „Долнолужишката пустош“
- Малкото езеро Шинкензее в природния резерват Шлаубетал
- Диви патици над Блумбергските рибни езера в биосферния резерват „Шорфхайде-Хорин“
- пустощта Либерозер Вюсте

## Политика и администрация
Федералната провинция Бранденбург е организирана под формата на частично автономна парламентарна република със собствена конституция, влязла в сила на 20 август 1992.
Според конституцията на провинция Бранденбург, върховните органи на републиката са:
- Ландтаг Бранденбург (нем. Landtag Brandenburg) – парламентът на провинцията,
- правителство на провинция Бранденбург, както и
- конституционният съд на провинция Бранденбург.

- Държавната канцелария на Бранденбург е седалището на правителството на Бранденбург в гр. Потсдам
- Градският дворец в Потсдам, седалище на ландтага на Бранденбург
- Градският дворец в Потсдам, седалище на ландтага на Бранденбург
- Конституционният съд на Бранденбург

Ландтагът на Бранденбург (парламентът на провинцията) се избира на всеки 5 години и се състои от 88 депутати.
Начело на правителството на провинцията стои министър-председател със седалище наричано „Държавна канцелария“ намиращо се в столицата на провинцията – гр. Потсдам.
От последните избори за бранденбургски парламент през 2019 г., страната се управлява от правителство с тройна коалиция между Германска социалдемократическа партия, Левицата и Съюз 90/Зелените. Към момента са налице следните провинциални министерства:
- Министерство на финансите и Европа (MdFE)
- Министерство на вътрешните работи и за общинските въпроси (MIK)
- Министерство на правосъдието (MdJ)
- Министерство на икономиката, труда и енергетиката (MWAE)
- Министерство на науката, научните изследвания и културата (MWFK)
- Министерство на инфраструктурата и регионалното планиране (MIL)
- Министерство на земеделието, околната среда и опазването на климата (MLUK)
- Министерство на образованието, младежта и спорта (MBJS)
- Министерство по социалните въпроси, здравеопазването, интеграцията и защитата на потребителите (MSGIV)
- Ръководителката на държавната канцелария също е с ранг на министър.

Дейността на провинциалното правителство е обект на икономически и финансов надзор от сметна палата на Бранденбург.

Федералната провинция Бранденбург се дели на 14 области (нем. Landkreis) и 4 независими града, които не са част от областите. Областите са подразделени на 413 общини (към 1 януари 2018 г.).
- гр. Бранденбург на Хафел
- гр. Потсдам
- гр. Ораниенбург
- гр. Котбус
- гр. Франкфурт на Одер